# Brumadoite
La brumadoite (simbolo IMA: Bmd) è un minerale della famiglia dei "solfati" con composizione chimica Cu3(Te6+O4)(OH)4 • 5(H2O).

## Etimologia e storia
La brumadoite prende il nome dalla sua località tipo, la città di Brumado nello Stato di Bahia (Brasile).

## Classificazione
Nella nona edizione della sistematica dei minerali di Strunz, aggiornata dall'Associazione Mineralogica Internazionale (IMA) fino al 2009, la brumadoite è elencata nella classe "7. Solfati (selenati, tellurati, cromati, molibdati, tungstati)" e nella sottoclasse "7.D Solfati (selenati, ecc.) con anioni aggiuntivi, con H2O"; questa è ulteriormente suddivisa in base alla dimensione dei cationi coinvolti e alla struttura del minerale in modo da trovare la brumadoite nella sezione "7.DE Con soltanto cationi di media dimensione; non classificati" dove forma il sistema nº 7.BB (ancora in attesa di assegnazione a un gruppo).
Nell'edizione successiva, proseguita dal database "mindat.org" e chiamata Classificazione Strunz-mindat, la brumadoite è elencata nella medesima sezione, dove però si trova in compagnia dei nuovi minerali iskandarovite e novikovite.
Nella Sistematica dei lapis (Lapis-Systematik) di Stefan Weiß la brumadoite è elencata nella classe degli "ossidi" e nella sottoclasse dei "solfiti, seleniti, telluriti"; qui si trova nella sezione dei "tellurati con gruppi [Te6+O6]6- e strutture correlate" dove forma il sistema nº IV/K.15 insieme a agaite, andychristyite, backite, bairdite, cesbronite, cuzticite, dagenaisite, eckhardite, frankhawthorneite, fuettererite, jensenite, khinite, kuranakhite, leisingite, markcooperite, mcalpineite, mojaveite, montanite, ottoite, paratimroseite, raisaite, timroseite, utahite, xocolatlite, xocomecatlite e yafsoanite.
Nella classificazione dei minerali secondo Dana, usata principalmente nel modo anglosassone, elenca la brumadoite nella famiglia dei "solfati, cromati e molibdati" e nella sottofamiglia dei "selenati e tellurati con A+(B2+)mXO6Zq • x(H2O), dove x può essere 0", dove la brumadoite forma il sistema nº 33.02.06 insieme a jensenite.

## Abito cristallino
La brumadoite cristallizza nel sistema monoclino col gruppo spaziale P21/m (gruppo nº 11) oppure P21 (gruppo nº 4) con i parametri reticolari a = 8,629(2) Å, b = 5,805(2) Å, c = 7,654(2) Å e β = 103,17(2)°, oltre ad avere 2 unità di formula per cella unitaria.

## Origine e giacitura
La brumadoite si presenta come aggregati microcristallini su magnesite a grana grossa oppure, più raramente, pseudomorfa; la si trova associata a mottramite e quarzo.
Il minerale è rarissimo ed è stato trovato solo nella sua località tipo, la città di Brumado in Brasile.

## Forma in cui si presenta natura
La brumadoite si presenta in cristalli piatti, di dimensioni fino a 0,003 mm, ma anche come aggregati microcristallini o croste. Il minerale ha una lucentezza vitrea e colore blu, mentre il colore del suo striscio sulla mattonella di prova è azzurro pallido.